# Vénitien
Ne doit pas être confondu avec Vénète.
Le vénitien (vèneto en vénitien et en italien) est une langue italo-romane (groupe des langues romanes, famille des langues indo-européennes).
Le vénitien ne doit pas être confondu avec le vénète, ancienne langue indo-européenne du groupe des langues italiques, qui était parlée dans l'actuelle Vénétie jusqu'au IIIe siècle av. J.-C., avant le rattachement de la région à la République romaine. Romanisé, l'ancien vénète a évolué en italien vénitien sous l'influence du latin, puis, de la Vénétie, sous la république de Venise, il a diffusé dans les possessions vénitiennes d'outre-mer, notamment dans les cités portuaires de Dalmatie.
La genèse de l'italien vénitien a été étudiée, entre autres, par Lorenzo Tomasin. De par le rôle stratégique et commercial de Venise en Méditerranée au Moyen Âge, le vénitien a bénéficié d'une diffusion par les premiers livres imprimés : ainsi l'Arithmétique de Trévise (1478).

## Distribution géographique
La plupart des locuteurs du vénitien vivent dans les régions italiennes de Vénétie, Frioul-Vénétie Julienne, Trentin-Haut-Adige, mais il subsiste de petites minorités de locuteurs de cette langue dans deux pays voisins : la Slovénie et la Croatie (concentrés, pour cette dernière, dans la péninsule d'Istrie, avec quelques foyers résiduels sur la côte dalmate). La majeure partie des locuteurs a été chassée en 1945 de ces régions par les autorités communistes de l'époque.
Par ailleurs, l'émigration italienne aux XIXe et XXe siècles a conduit à la formation de petits « îlots » de locuteurs du vénitien en Amérique, notamment dans la ville de Chipilo (État de Puebla, Mexique), en Argentine, ainsi que dans les États du Brésil de São Paulo et du Rio Grande do Sul, plus spécialement dans les régions viticoles, où s'est développé un dialecte appelé talien, composé d'une bonne part de vénitien et, dans une moindre mesure, d'italien, avec emprunts lexicaux extérieurs.

## Variantes locales du vénitien
Outre les formes extérieures pratiquées au Mexique et au Brésil, l'appellation globale « vénitien » regroupe plusieurs variantes, pratiquées dans les régions du nord-est de l'Italie.
Wikipédia en vénitien distingue les variétés suivantes :
- dans la région de Vénétie :
  - le dialecte parlé dans la province de Belluno (diałeto bełunexe ou belumat),
  - le dialecte padouan, parlé dans la province de Padoue (diałeto padovan ou padoàn, paduàn),
  - le dialecte parlé dans la province de Rovigo (diałeto rodigin ou rovigoto),
  - le dialecte trévisan, parlé dans la province de Trévise (diałeto trevisan ou trevigian),
  - le dialecte vénitien, proprement dit, parlé dans la province de Venise (diałeto venesian ou venezsian),
  - le dialecte véronais, parlé dans la province de Vérone (diałeto veronexe),
  - le dialecte vicentin, parlé dans la province de Vicence (diałeto vicentin ou vixentin),
- dans la région Frioul-Vénétie Julienne :
  - le dialecte istrien-julien (diałeto istriota-juliàn ou vèneto de ła Istria, de Fiume e de la Venesia Julia), également parlé dans les anciennes régions vénétophones de l'ouest de la Slovénie (morceaux de l'Istrie) et de la Croatie (Istrie et Dalmatie), à ne pas confondre avec l'istriote,
  - le dialecte triestin, parlé dans la province de Trieste (diałeto triestin),
  - le dialecte pordenonais, parlé dans une partie de la province de Pordenone (dialeto meneghel),
- dans la région de Lombardie :
  - le dialecte orobique, parlé en Lombardie orientale (diałeto orobico ou vèneto de ła Łonbardia orientałe),
- dans la région Trentin-Haut-Adige :
  - le dialecte trentin, parlé dans la province autonome de Trente (diałeto trentin).

La Wikipédia en italien utilise une classification différente :
- le « vénitien central », regroupant les dialectes vicentin, padouan et polesano,
- le « vénitien oriental et maritime », regroupant les dialectes vénitien, gradense, triestin, istrien et fiumano,
- le « vénitien occidental », regroupant les dialectes véronais, trentin, bresciano et cremonais,
- le « vénitien centro-septentrional », regroupant les dialectes trévisan et coneglianese,
- le « vénitien septentrional », regroupant les dialectes bellunese.

Il cite en outre les variantes extérieures suivantes :
- le chioggiotto/ciosoto,
- le dalmate, dàlmata
- le talien ou veneten brésilien
- le chipilense (parlé à Chipilo, au Mexique),
- le vénitien-roumain parlé dans la région de Tulcea, ancienne possession de la République de Venise sur les rives de la mer Noire,
- le vénitien-pontin, mélange linguistique en usage parmi les colons fondateurs de diverses villes créées sous le régime fasciste dans le Latium, et qui semble en forte régression. Cette variante était influencée à la fois par la variante trévisane du vénitien, par le dialecte romain avec des apports d'autres dialectes italiens.

### Différences entre le vénitien, l'italien et le français
Voici quelques exemples de mots :
| Vénitien           | Italien     | Français      |
| ------------------ | ----------- | ------------- |
| ava                | ape         | abeille       |
| carega             | sedia       | chaise        |
| tor ou ciapar      | prendere    | prendre       |
| insir              | uscire      | sortir        |
| cascar             | cadere      | tomber        |
| nòtoła             | pipistrello | chauve-souris |
| casa ou ca'        | casa        | maison        |
| làvaro             | labbro      | lèvre         |
| brasso             | braccio     | bras          |
| nùmaro             | numero      | nombre        |
| póm ou pómo        | mela        | pomme         |
| scóla              | scuola      | école         |
| schirat            | scoiattolo  | écureuil      |
| grip               | influenza   | grippe        |
| soràr              | raffreddare | refroidir     |
| istà               | estate      | été           |
| ancó ou ancuo      | oggi        | aujourd'hui   |
| subiar             | fischiare   | siffler       |
| pirón              | forchetta   | fourchette    |
| lùni               | lunedì      | lundi         |
| màrti              | martedì     | mardi         |
| mercòre ou mèrcoli | mercoledì   | mercredi      |
| ziobe              | giovedì     | jeudi         |
| venàre             | venerdì     | vendredi      |
| sàbo               | sabato      | samedi        |
| doménega           | domenica    | dimanche      |

Dans la morphologie et la syntaxe, on observe aussi des différences remarquables. Le verbe vénitien emploie des sujets clitiques quand le sujet est topicalisé et même quand il n'est pas topicalisé (te 2e singuliere, el/ła 3e sing masc/fem. , i/łe 3e plurielle masc/fem.).
- Vén. : Marco, el vien doman
- It. : Marco, viene domani
- Fr. : Marc, il vient/viendra demain

Il a aussi des clitiques sujets interrogatifs :
- Vén. : Marco vienlo doman ? / Vienlo doman Marco
- It.: Marco viene domani ? / Viene domani Marco ?
- Fr. : Marc vient-il demain ? (est-ce-que Marc...)

Ces clitiques ne servent pas seulement quand le sujet se trouve juste après le verbe :
- Vén. : (doman) vien Marco
- It. : (domani) Viene Marco
- lit. « (demain) il vient/viendra Marc" ou "c'est Marc qui vient/viendra (demain) »

L'expression èser drio + infinitif au lieu de être en train de (« èser drio" veut dire "être derrière" mais aussi "être occupé avec ») :
- Vén. : so' drio magnar
- It. : sto mangiando
- Fr. : je suis en train de manger

Le vénitien a aussi le passif impersonnel (avec xe stà ou gh'è stà '(il) a été'), comme l'allemand :
- Vén. : xe/gh'è stà tełefonà al dotor
- It. : si è telefonato al dottore / qualcuno ha telefonato al dottore
- Fr. : on a téléphoné au médecin / quelqu'un a téléphoné au médecin

Clitiques et articles sont souvent plus stables que les terminaisons :
- Vén : el monte / el mont
- It. : il monte (*il mont)
- Fr. : la montagne (*la montagn)
- Ven. : i munti / i monti / i mont
- It. : i monti (*i munti ; *i mont)
- Fr. : les montagnes (*les muntagnes ; *les montagn)
- Ven. : te sinti / te senti / te sent(e)
- It. : senti (*sinti; *sent)
- Fr. : tu entends (*tu entend; *tu entinds)

## Emprunts lexicaux du français
Les mots arsenal, ciao, ghetto, gondole, lagon et lagune, lido et Monténégro sont des transpositions exactes, pour certains, sinon des adaptations de mots du vénitien.

## Écriture
Le vénitien a été écrit avec plusieurs orthographes variées. Depuis 2017, une norme orthographique, dénomée Drio El Costumar de l’Academia, DECA en sigle, a été reconnue officiellement par la région de Vénétie comme Grafia Veneta Internazionale Moderna, replaçant la Grafia Veneta Unitaria (it) de 1995.